# Цецинская крепость
Цецинская крепость (Цецина, Цецино, Чечунь) — руины молдавской крепости вблизи Черновцов. Разрушена во второй половине XV века.
Сооружена Петром I Мушатом наряду с Хотинской и Хмелёвской крепостями. Играла значительную роль в обороне Молдавского княжества. В конце XIV века «Чечунь», в «Списке русских городов дальних и ближних», относится к числу «волошских» городов. Крепость на горе Цецино просуществовала до второй половины XV века, после чего была разрушена.
Остатки Чечуня выявлены на горе Цецино у западной окраины Черновцов. Ещё в 1908 году здесь впервые были изучены руины сторожевой башни. Это каменное сооружение диаметром 20 метров было датировано XIV веком.